# Cemophora coccinea copei
Cemophora coccinea copei (северная алая змея) — подвид неядовитой змеи из семейства ужеобразных, обитающий в южных и восточных штатах США.

## Описание
Северная алая змея достигает в длину 36–51 см (14–20 дюймов). Основной цвет тела — серый или белый, с 17–24 красными пятнами, окантованными черным, которые идут вдоль спины. Брюхо светлое, с небольшими черными пятнами.

## Ареал
- Алабама
- Арканзас
- Джорджия
- Иллинойс
- Индиана
- Кентукки
- Луизиана
- Миссисипи
- Миссури
- Теннесси
- Техас
- Флорида

## Образ жизни
Северная алая змея предпочитает открытые лесистые местности с песчаной почвой, опавшей листвой и органическими остатками. Активна в дневное время. Питается мелкими позвоночными, такими как ящерицы, мыши и землеройки.

## Статус
Северная алая змея не является уязвимым видом, но в некоторых штатах она находится под угрозой исчезновения из-за разрушения среды обитания и сбора для торговли.